# ボルコフ (小惑星)
ボルコフ (1790 Volkov) は、小惑星帯にある小惑星である。
1967年3月9日にロシアの女性天文学者リュドミーラ・チェルヌイフがクリミア天体物理天文台で発見した。
1971年6月30日にソユーズ11号の大気圏突入時の事故で死亡した、宇宙飛行士のウラディスラフ・ボルコフ（en:Vladislav Nikolayevich Volkov、1935年 - 1971年）に因んで命名された。